# Nossa Senhora de Lourdes
Nossa Senhora de Lourdes är en kommun i Brasilien.   Den ligger i delstaten Sergipe, i den östra delen av landet, 1 300 km nordost om huvudstaden Brasília. Antalet invånare är 6 242.
Omgivningarna runt Nossa Senhora de Lourdes är huvudsakligen savann. Runt Nossa Senhora de Lourdes är det ganska glesbefolkat, med 47 invånare per kvadratkilometer.